# كلير مور
كلير مور (بالإنجليزية: Claire Moore)‏ هي مغنية بريطانية، ولدت في 2 يناير 1960.

## وصلات خارجية
- كلير مور على موقع IMDb (الإنجليزية)
- كلير مور على موقع ميوزك برينز (الإنجليزية)
- كلير مور على موقع قاعدة بيانات الفيلم (الإنجليزية)